# Eugene Chien

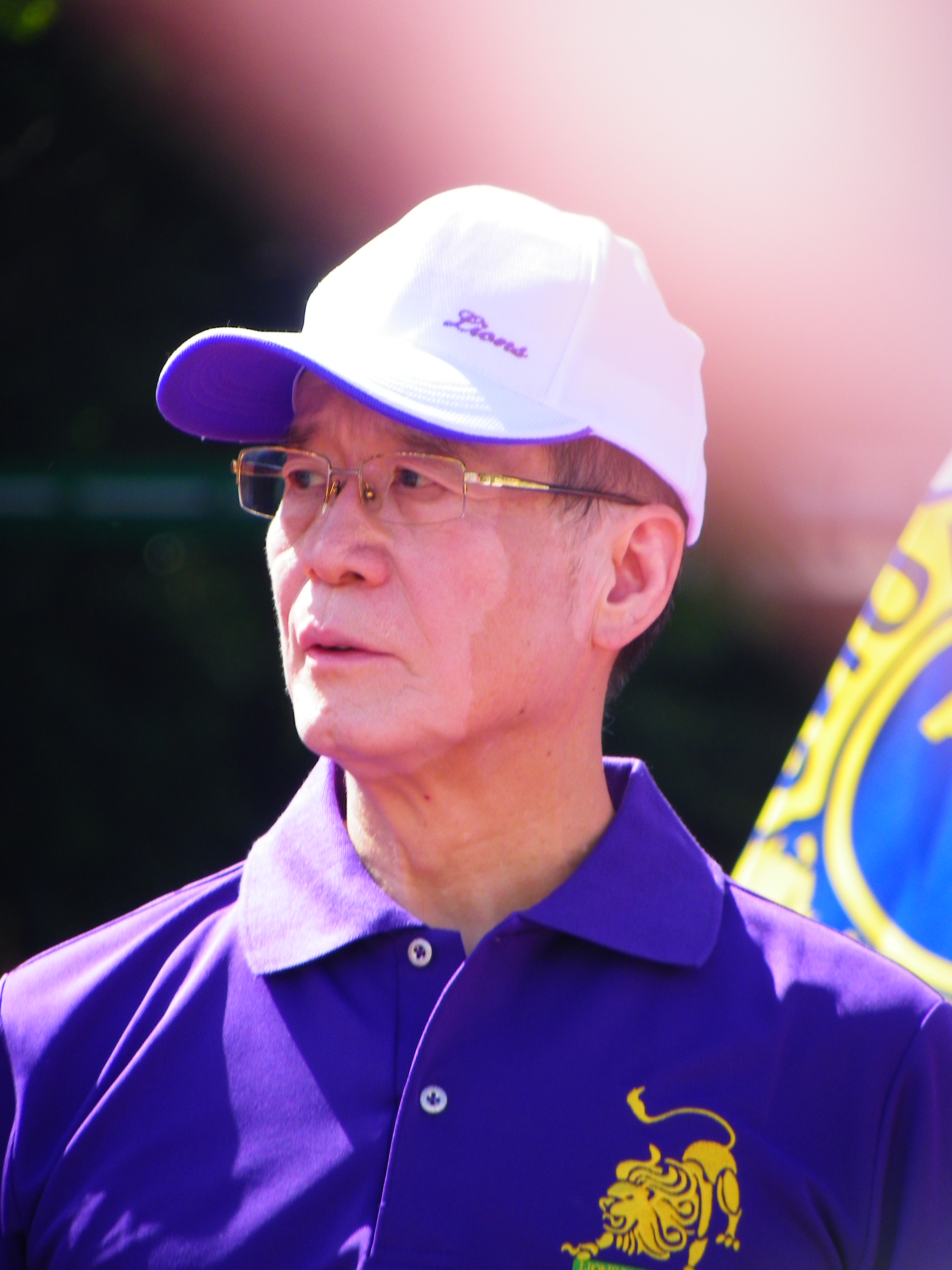
Eugene Chien

Eugene Chien (chinesisch 簡又新 / 简又新, Pinyin Jiǎn Yòuxīn, W.-G. Chiěn Yòu-hsīn; * 4. Februar 1946 in Landkreis Taoyuan, Republik China (Taiwan)) ist ein taiwanischer Politiker.

## Leben
Chien studierte an der Nationaluniversität Taiwan und an der New York University Ingenieurswesen. Nach seinem Studium unterrichtete er als Hochschullehrer an der Tamkang University. Chien war vom 1. Februar 2002 bis 16. April 2004 als Nachfolger von Tien Hung-mao Außenminister von Taiwan. Ihm folgte im Amt als Außenminister Mark Chen.